# Hamit Yıldız
Abdulhamit (Hamit) Yıldız (Diyarbakir, 7 juni 1987) is een Turks-Nederlands oud-profvoetballer die als verdediger speelde. Momenteel is hij sportief directeur bij Iğdır FK.

## Carrière
Hamit speelde in de jeugd van amateurclub Hollandia. Hij maakte zijn debuut in de hoofdmacht op 24 augustus 2006, in de met 1-0 gewonnen uitwedstrijd tegen Fortuna Sittard, waar hij na 75 minuten inviel voor Mathieu Boots.
Medio 2008 werd het contract van de middenvelder verlengd tot 2009, met een optie voor nog een jaar. Eerder werd nog aangegeven dat de club niet van plan was hem een verlenging aan te bieden. In 2010 vertrok Yıldız naar Turkije om te gaan voetballen bij Gençlerbirligi. Hij tekende in juli 2014 een contract tot medio 2016 bij Balıkesirspor, dat hem overnam van Şanlıurfaspor. In het seizoen 2014/15 degradeerde hij met de club uit de Süper Lig. Begin 2016 ging Yıldız voor Karşıyaka SK spelen. In 2018 ging hij naar Fatih Karagümrük. In 2020 kwam hij eerst uit voor Altay en sloot in november wederom aan bij Balıkesirspor. In februari 2021 tekende hij voor Çorum FK tot hij in 2022 zijn voetbalschoenen aan de wilgen hing.